# المیرا عباسوا
المیرا عبدالحمید قیزی عباسوا (به ترکی آذربایجانی: Elmira Әbdülhәmid qızı Abasova) ‏(۱۰ ژانویه ۱۹۳۲، باکو - ۱۲ فوریه ۲۰۰۹، باکو) موسیقی‌دان آذربایجانی بود.
او در سال ۱۹۵۵ از کنسرواتوار دولتی آذربایجان فارغ‌التحصیل شد و از همان سال شروع به تدریس کرد. در سال ۱۹۶۲ از تز دکتری خود با عنوان «اپراها و موزیکال‌های عزیر حاجی‌بیف» درموسسه تحقیقات علمی موسیقی‌شناسی مسکو دفاع کرد. او در سال‌های ۱۹۷۷-۱۹۹۱ رئیس کنسرواتوار دولتی آذربایجان بود. او در سال ۱۹۶۷ لقب خادم افتخاری هنر آذربایجان را کسب کرد.

## آثار
عباسوا کتاب‌های متعددی به زبان‌های آذری و روسی نوشته‌است. برخی از آثار وی عبارتند از:
- جودت حاجی‌یف - انتشارات دولتی آذربایجان - ۱۹۶۷
- رئوف حاجی‌یف - انتشارات دولتی آذربایجان - ۱۹۶۷
- سعید رستموف - انتشارات دولتی آذربایجان - ۱۹۷۳
- دائرةالمعارف عزیر حاجی‌بیف - شرق/غرب - ۲۰۰۷